# Castanopsis pseudohystrix
Castanopsis pseudohystrix ist eine in Südostasien vorkommende Baumart aus der Familie der Buchengewächse (Fagaceae). Die Borke wird zur Zahnreinigung verwendet.

## Merkmale
Castanopsis pseudohystrix ist ein immergrüner, bis zu 20 Meter hoher Baum. Der Stammdurchmesser erreicht über 30 Zentimeter. 
Die kurz gestielten, ledrigen und eiförmigen bis verkehrt-eiförmigen, spitzen bis stumpfen, oft eingebuchteten Laubblätter sind in der oberen Hälfte fein gesägt bis ganz. Der Blattrand ist öfters umgebogen. Die Unterseite der Blätter ist schütter mit kurzen, einfachen Haaren besetzt und ist verkahlend.
Die Fruchtbecher (Cupulae) sind mit schütter mit verzweigten, holzigen Stacheln besetzt. Sie sind aufrecht, sparrig und haben drei bis fünf Seitenäste. Sie bedecken teilweise die Haut des Fruchtbechers und sind spärlich behaart. Jeder Fruchtbecher enthält nur eine Nuss, ist gleichmäßig und hat einen Durchmesser von bis zu 2,5 Zentimeter inklusive Stacheln. Der Fruchtbecher öffnet sich nicht. Die kleine, braune Nuss ist eiförmig.
Blütezeit ist März bis Dezember, meist von März bis April. Die Fruchtreife erfolgt von Dezember bis Januar.

## Verbreitung und Standorte
Die Art ist in Thailand endemisch. Sie wächst in tieferen Berg-Wäldern, in Kiefern-Eichen-Wäldern und trockenen immergrünen Wäldern in 800 bis 1370 m Seehöhe, meist in 1000 bis 1200 m.

## Belege
- Chamlong Phengklai: A synoptic account of the Fagaceae of Thailand. In: Thai Forest Bulletin. 2006, Band 34, S. 53–175.
- Castanopsis pseudohystrix in der Flora of Thailand.